# Cantonul Belfort-Ouest
Cantonul Belfort-Ouest este un canton din arondismentul Belfort, departamentul Territoire de Belfort, regiunea Franche-Comté, Franța.